# Arrondissement di Muret
L'arrondissement di Muret è un arrondissement dipartimentale della Francia situato nel dipartimento dell'Alta Garonna, nella regione Occitania.

## Storia
Fu creato nel 1800 sulla base dei preesistenti distretti. Soppresso nel 1803, fu restaurato nel 1806; soppresso nuovamente nel 1926 fu infine restaurato nel 1942.

## Composizione
L'arrondissement è composto da 126 comuni raggruppati in 11 cantoni:
- cantone di Auterive
- cantone di Carbonne
- cantone di Cazères
- cantone di Cintegabelle
- cantone di Le Fousseret
- cantone di Montesquieu-Volvestre
- cantone di Muret
- cantone di Portet-sur-Garonne
- cantone di Rieumes
- cantone di Rieux-Volvestre
- cantone di Saint-Lys